# Мезозой крейдяного періоду
Мезозо́й кре́йдяного пері́оду — геологічна пам'ятка природи місцевого значення в Україні. Об'єкт природно-заповідного фонду Хмельницької області.
Розташована в межах Білогірської селищної громади Шепетівського району Хмельницької області, біля південно-західної околиці села Мокроволя.
Площа 5 га. Статус присвоєно згідно з рішенням облвиконкому від 4.09.1982 року № 278.